# 雨壷神社
雨壺神社（あまつぼじんじゃ）は、岐阜県不破郡関ケ原町今須にある神社（祠）である。祭神は竜王神。

## 概要
山間の神社敷地内に神木と「雨壷」と言われる穴が2つあり中に水が溜まっている。雨乞いの霊験があるという。